# Огаст Ејмс
Огаст Ејмс (енгл. August Ames; 23. август 1994 — 5. децембар 2017), рођена као Мерседес Грабовски (енгл. Mercedes Grabowski) била је канадска порнографска глумица и модел.

## Биографија
Рођена је 23. августа 1994. године у Антигонишу, а одрасла је у Петавови и Колорадо Спрингсу.
У новембру 2013. године је са 19 година започела каријеру у порно индустрији. Глумила је у преко 270 филмова и наступала за разне компаније међу којима су Brazzers, Elegant Angel и Evil Angel.
У децембру 2017. године Ејмс је требало да наступа у порно филму, али је одустала када је сазнала да је мушкарац са којим је требало да снима сцену наступао у геј порно филму. Своје незадовољство је изнела на Твитеру што је довело до напада на њу преко друштвених мрежа. Два дана касније, 5. децембра, пронађена је мртва у Камарилу.